# Killer Is Dead
Killer Is Dead (キラー イズ デッド?, Kiraa izu deddo) è un videogioco d'azione uscito ad agosto 2013 e pubblicato per PlayStation 3, Xbox 360 e PC, sviluppato da Grasshopper Manufacture. È stato diretto e ideato da Gōichi Suda (noto come Suda51) e da Hideyuki Shin.

## Trama
Il protagonista, Mondo Zappa (モンド・ザッパ), è un giovane killer professionista da un passato misterioso. Accetta incarichi dall'Ufficio esecuzioni di Bryan Roses (ブライアン処刑事務所). L'ufficio riceve richieste di assassinio di pericolosi criminali in giro per il mondo: ad eseguirli è Mondo, che nel tempo libero ama intrattenersi con le donne.

## Modalità di gioco
Killer is Dead presenta una struttura di gioco action con contorni molto splatter. A causa della sua brutalità è stato dichiarato 18+ sia in Giappone che in Occidente. Mondo ha a disposizione una katana, chiamata Gakko (月光), con cui dilaniare i nemici ed un braccio meccanico dotato di varie abilità (左腕武器). Con il giusto tempismo, sarà possibile, dopo aver schivato i colpi degli avversari, assalirli con incredibile rapidità. Dopo aver devastato le forze e le difese del nemico, si potrà conferirgli il colpo di grazia (ファイナルジャッジメント), scegliendo tra 4 possibili metodi. 虐殺 ("genocidio" ): con successivo incremento della barra vitale; 暗殺 ("assassinio"): con incremento del livello del sangue; 処罰 ("castigo"): con riempimento istantaneo della barra vitale; 執行 ("esecuzione"): con potenziamento di un'abilità.

## Accoglienza
Il gioco ha ricevuto critiche miste. In patria è stato accolto molto bene, arrivando anche ad avere un voto di 35/40 su Famitsū; al contrario la critica occidentale non lo ha apprezzato con voti come il 6/10 di Electronic Gaming Monthly e addirittura il 5/10 di GameSpot.